# Coronel Pringles (partido)
Pringles (Partido de Coronel Pringles) is een partido in de Argentijnse provincie Buenos Aires. Het bestuurlijke gebied telt 23.794 inwoners. Tussen 1991 en 2001 steeg het inwoneraantal met 3,88 %.

## Plaatsen in partido Coronel Pringles
- Coronel Falcón
- Coronel Pringles
- El Divisorio
- El Pensamiento
- Indio Rico
- Krabbe
- Lartigau
- Las Mostazas
- Pillahuinco
- Reserva
- Stegmann